# Garikayi Mutambirwa
Garikayi Mutambirwa (Nova Jérsei, 21 de junho de 1978) é um ator suíço-americano. Já participou de várias séries de televisão, entre elas Dawson's Creek e Angel. Também apareceu nos filmes de terror Bones e Jeepers Creepers 2.

## Carreira
Mutambirwa nasceu em Nova Jérsei e, aos seis anos de idade, mudou-se para Genebra, na Suíça. Retornou aos Estados Unidos com a idade de dezoito anos para iniciar sua carreira na atuação. Em 1997, apareceu em vários episódios da série animada Van-Pires, na qual interpretou Snap. Entre 1991 e 2001, ele apareceu como convidado em várias séries populares como, por exemplo, Dawson's Creek, That's Life, Angel e Seven Days.
Em 2001, contracenou com Snoop Dogg no filme de terror Bones e, dois anos depois, apareceu em Jeepers Creepers 2, longa-metragem do mesmo gênero dirigido por Victor Salva. Contracenou com Michael Paré em 1968 Tunnel Rats (2008), filme de guerra dirigido por Uwe Boll. No mesmo ano, interpretou o personagem Felix em seis episódios da websérie The Great L.A. Pretenders. Em 2011, interpretou Jason na comédia Eating Out: Drama Camp.

## Vida pessoal
Mutambirwa mantém residência em Los Angeles, na Califórnia, e em Genebra, na Suíça. É fluente em francês, além de ter fluentes sotaques francês e africano. É praticante de basquetebol, natação, tênis e voleibol.

## Filmografia
| Ano  | Título                                               | Papel                      | Notas                                                                       |
| ---- | ---------------------------------------------------- | -------------------------- | --------------------------------------------------------------------------- |
| 1997 | Van-pires                                            | Snap                       | Telessérie, 13 episódios                                                    |
| 1999 | Seven Days                                           | Martin                     | Telessérie, 1 episódio                                                      |
| 1999 | Angel                                                | Interno                    | Telessérie, 1 episódio                                                      |
| 2000 | Get Real                                             | Garoto #2                  | Telessérie, 1 episódio                                                      |
| 2000 | Bull                                                 | Darius Harper              | Telessérie, 2 episódios                                                     |
| 2000 | Dawson's Creek                                       | Jean                       | Telessérie, 1 episódio                                                      |
| 2000 | That's Life                                          | Estudante #3               | Telessérie, 1 episódio                                                      |
| 2001 | Kate Brasher                                         | Garoto alto                | Telessérie, 1 episódio                                                      |
| 2001 | Winning London                                       | Niko                       | Diretamente em vídeo                                                        |
| 2001 | Focus                                                | June-Bug                   |                                                                             |
| 2001 | Bones                                                | Weaze                      |                                                                             |
| 2002 | Clockstoppers                                        | Meeker                     |                                                                             |
| 2002 | Boomtown                                             | Amigo #2                   | Telessérie, 1 episódio                                                      |
| 2003 | Jeepers Creepers 2                                   | Deaundre 'Double D' Davis  |                                                                             |
| 2003 | Lights, Camera, Creeper: Making 'Jeepers Creepers 2' | Ele mesmo                  | Documentário de curta-metragem                                              |
| 2003 | ER                                                   | John Deere Boy             | Telessérie, 1 episódio                                                      |
| Skin | Papel recorrente                                     | Telessérie                 |                                                                             |
| 2004 | Boston Public                                        | Lawrence Sorrenson         | Telessérie, 1 episódio                                                      |
| 2004 | They Are Among Us                                    | Langford                   | Telefilme                                                                   |
| 2004 | Silver Lake                                          | Andy Darnell               | Telefilme                                                                   |
| 2006 | Beautiful Dreamer                                    | Jimmy                      |                                                                             |
| 2006 | NCIS                                                 | Augie Breen                | Telessérie, 1 episódio                                                      |
| 2007 | The Trouble with Romance                             | Zhi                        |                                                                             |
| 2008 | 1968 Tunnel Rats                                     | Soldado Jonathan Porterson |                                                                             |
| 2008 | Foreign Exchange                                     | Cara no museu              |                                                                             |
| 2008 | The Great L.A. Pretenders                            | Felix                      | Websérie, 6 episódios                                                       |
| 2009 | Shooting Puppies                                     | Brian                      | Curta-metragem                                                              |
| 2009 | Dr. House                                            | Ruwe                       | Telessérie, 1 episódio                                                      |
| 2010 | CSI: Miami                                           | Corredor                   | Telessérie, 1 episódio                                                      |
| 2010 | Witness This                                         | Chuck                      | Curta-metragem                                                              |
| 2011 | Legend of Souls                                      | Salah                      | Telessérie, 4 episódios; também diretor, roteirista, produtor e figurinista |
| 2011 | Eating Out: Drama Camp                               | Jason                      |                                                                             |
| 2013 | 5 Hour Friends                                       | Grady                      |                                                                             |
| 2013 | A-Holes Anonymous                                    | Matt                       | Telessérie, 2 episódios                                                     |
| 2014 | Suicide 6                                            | Sr. Samuels                | Curta-metragem                                                              |
| 2014 | Atlas Shrugged Part III: Who Is John Galt?           | Produtor de Broadcast      |                                                                             |
| 2015 | Locksmiths                                           | Policial Smith             | Curta-metragem                                                              |
| 2015 | What You Don't Know                                  | Damon                      | Curta-metragem                                                              |
| 2016 | NCIS: New Orleans                                    | Edward Lamb                | Telessérie, 1 episódio                                                      |
| 2016 | Criminal Minds: Beyond Borders                       | Tenente Okoye              | Telessérie, 1 episódio                                                      |
| 2016 | She                                                  | Poole                      | Curta-metragem                                                              |
| 2016 | BearCity 3                                           | Dalton                     |                                                                             |
| 2017 | Halfway There                                        | Michael                    | Curta-metragem                                                              |
| 2018 | Implanted                                            | Travis                     | Curta-metragem                                                              |
| 2018 | Dirty John                                           | Policial Stewart           | Telessérie, 1 episódio                                                      |